# Endoptychum melanosporum
Endoptychum melanosporum är en svampart som först beskrevs av Miles Joseph Berkeley, och fick sitt nu gällande namn av Singer & A.H. Sm. 1958. Endoptychum melanosporum ingår i släktet Endoptychum och familjen Agaricaceae.   Inga underarter finns listade i Catalogue of Life.